# 小南海水库 (安阳)
小南海水库，位于中华人民共和国河南省安阳市龙安区善应镇（原属安阳县）西南，是洹河干流上游的一座大型水库，水库因下游附近的小南海泉而得名。水库工程于1958年5月开工，1960年完工，因初期认为库区属于喀斯特地质存在漏水隐患，故未安设闸门，直到1967年才设闸门下闸蓄水，之后又多次续建、扩建，最终形成现在的规模。水库总库容1.07亿立方米。大坝位于善应镇张二庄村东北，为黏土斜墙堆石坝，全长370米，坝高51.3米，坝顶宽6米，坝址以上汇水面积850平方千米。水库主要功能是防洪、灌溉、供水、养殖、旅游等功效。水库建成后与下游彰武水库联合运用，对保证下游防洪安全起到重要作用。同时水库还是安阳市重要的生活生产用水水源地。库区及周边地区自然、人文景观丰富，旅游业兴盛。